# Angerona corylaria
Angerona corylaria là một loài bướm đêm trong họ Geometridae.